# The Fragile
The Fragile är det tredje studioalbumet av den amerikanska rockgruppen Nine Inch Nails, utgivet den 21 september 1999 på Interscope Records. Albumet producerades av Nine Inch Nails frontfigur Trent Reznor och långvarige samarbetspartnern Alan Moulder.
Eftersom albumet var det första bandet gjort på nästan fem år släpptes det som en dubbel-cd för att kompensera för detta, skivorna döptes till "right" och "left". Sammanlagt blev det fyra singlar från skivan, "The Day the World Went Away" släpptes först och den följdes av "We're In This Together", "Starfuckers, Inc" och "Into the Void". Albumet följdes av en turné och en liveskiva vid namn And All That Could Have Been.
Rent tekniskt så skiljer sig skivan från bandets tidigare verk, då mycket tid lagts ner på atmosfärer och ljudmattor, albumet betraktas inte heller vara lika hårt som till exempel The Downward Spiral.
Det finns teorier om att "left"-skivan är en konceptskiva där det berättas en historia. Handlingen påstås då vara att en man försöker rädda ett utsliten kvinna men i slutändan misslyckas, detta leder till hennes död. Hon slänger sig ner i havet och mannen som inte kan leva med sin skuld kastar sig i efter henne. Historien har klara likheter med berättelsen som förmedlades på förra skivan The Downward Spiral.

## Låtlista
Alla låtar är skrivna av Trent Reznor där inget annat anges.
CD 1: Left
1. "Somewhat Damaged" (Reznor, Danny Lohner) - 4:31
2. "The Day the World Went Away" - 4:33
3. "The Frail" - 1:54
4. "The Wretched" - 5:25
5. "We're in This Together" - 7:16
6. "The Fragile" - 4:35
7. "Just Like You Imagined" - 3:49
8. "Even Deeper" (Reznor, Lohner) - 5:47
9. "Pilgrimage" - 3:31
10. "No You Don't" - 3:35
11. "La Mer" - 4:37
12. "The Great Below" - 5:19

CD 2: Right
1. "The Way Out Is Through" (Reznor, Keith Hillebrandt, Charlie Clouser) - 4:17
2. "Into the Void" - 4:49
3. "Where Is Everybody?" - 5:40
4. "The Mark Has Been Made" - 5:15
5. "Please" - 3:30
6. "Starfuckers, Inc." (Reznor, Clouser) - 5:00
7. "Complication" - 2:30
8. "I'm Looking Forward to Joining You, Finally" - 4:13
9. "The Big Come Down" - 4:12
10. "Underneath It All" - 2:46
11. "Ripe (With Decay)" - 6:36